# مونيات غطائية
المونيات الغطائية (الاسم العلمي: Thecomonadea) هي طائفة من حقيقيات النوى تتبع شعبة اللاقدميات.

## التصنيف
- المونيات العديمة الأقدام
  - المونات العديمة الأقدام
    - المونة العديمة الأقدام